# Sarah Knauss
Sarah DeRemer Knauss (Hollywood, 24 de septiembre de 1880-Allentown, 30 de diciembre de 1999) fue una supercentenaria estadounidense. Fue considerada la persona más longeva del mundo por Guinness World Records el 16 de abril de 1998, fecha en la que murió a los 117 años de edad la canadiense Marie Louise Meilleur. A los 119 años de edad, también se convirtió en la persona de mayor edad en alcanzar el título de la persona más anciana del mundo. Knauss es la tercera persona verificada más longeva de la historia detrás de Kane Tanaka. La primera es Jeanne Calment. Ella fue la última persona viva verificada en haber nacido antes de 1885.

## Biografía
Sarah DeRemer Clark nació el 24 de septiembre de 1880 en la pequeña ciudad minera de Hollywood, Condado de Luzerne (Pensilvania), hija de Walter y Amelia Clark. En 1901, se casó con Abraham Lincoln Knauss (19 de diciembre de 1878 - 1 de marzo de 1965), quien inicialmente trabajó de curtidor hasta saltar a la política con el Partido Republicano y trabajar en el Registro Público entre 1937 y 1951, año de su jubilación. Abraham murió en 1965 a la edad de 86 años.
Hasta el momento de su matrimonio Sarah trabajó como gerente en una oficina de seguros, para posteriormente ser ama de casa. También fue una costurera cualificada, llegando a confeccionarse su propio vestido de novia, manteles y su propia ropa. Según se dice, aprendió a coser a la edad de cuatro años.
En su matrimonio con Abraham solo tuvo una hija, Kathryn Knauss Sullivan (17 de noviembre de 1903 - 21 de enero de 2005, 101 años), quién aseguró que la longevidad de su madre se debía a que era una persona muy tranquila y nada la desconcertaba. En 1995, cuando se le preguntó a sus 115 años si ella disfrutaba de su larga vida, Sarah respondió con total naturalidad: "Disfruto de la vida porque tengo salud y aún puedo hacer cosas".
Sus pasatiempos eran ver el golf en la televisión, coser y comer tortugas de chocolate con leche, anacardos, y patatas fritas. Según Joseph Hess, un administrador de la instalación de la Fundación Phoebe-Devitt Casas donde vivía Knauss, "Sarah era una dama elegante y digna de todo el honor y la adulación que había recibido".
Sarah, que tenía 28 años cuando Henry Ford introdujo el Ford Modelo T en 1908, vivió siete guerras de los Estados Unidos y coexistió con veintitrés presidentes de los Estados Unidos. En el momento del hundimiento del RMS Titanic en 1912 Sarah contaba con 31 años de edad y con 46 cuando Charles Lindbergh voló en solitario a través del Atlántico.
Murió el día 30 de diciembre de 1999, 33 horas antes de comenzar el año 2000, a la edad de 119 años y 97 días en Allentown por causas naturales, de haber vivido un año y 33 horas más, hasta el 1 de enero de 2001, Sarah sería una de las pocas personas conocidas en haber vivido en 3 siglos distintos.

## Reconocimiento
A la edad de 116 años, fue reconocida como la nueva plusmarquista nacional de la longevidad en los Estados Unidos, entonces se creía que ese título lo ostentaba Carrie C. White (al parecer 1874-1991). Aunque se demostró que fue un caso falso con la posterior investigación. Ahora se cree que el registro debería haber estado en manos de Lucy Hannah (1875-1993), quién murió a los 117 años y 248 días en el año 1993, ya que también fue un caso falso y Delphia Welford (1875-1992), quién murió a los 117 años y 66 días en el año 1992. En cualquier caso, Sarah extendió el récord de longevidad de los Estados Unidos a 119 años. Knauss fue la segunda persona plenamente validada en la historia en llegar a 118 años y 119 años (siendo la primera Calment en 1993 y 1994, respectivamente). Más de dos décadas después de la muerte de Knauss, la japonesa Kane Tanaka alcanzó los 118 años el 2 de enero de 2021, y los 119 un año más tarde.
Después de su muerte, del senador estatal Charlie Dent, que había asistido a su 115 cumpleaños en 1995, dijo que "la señora Knauss fue una mujer extraordinaria que alargó los límites de la longevidad. Ésta es una ocasión triste, pero ciertamente tuvo una vida azarosa."
A más de 21 años después de su muerte, su récord como la persona más longeva de los Estados Unidos aún no se ha superado. Asimismo, desde la muerte de Knauss ninguna otra persona en el mundo - fuera de la francesa Jeanne Calment -  había alcanzado la edad de 118 años, hasta que lo hiciera la japonesa Kane Tanaka el 2 de enero de 2021. Jeanne Calment, nacida en Francia, vivió hasta los 122 años y 164 días de edad, siendo considerada la persona más anciana de todos los tiempos.
También fue la única estadounidense que logró superar las edades de 118 y 119 años.